# Marie-Dominique Philippe

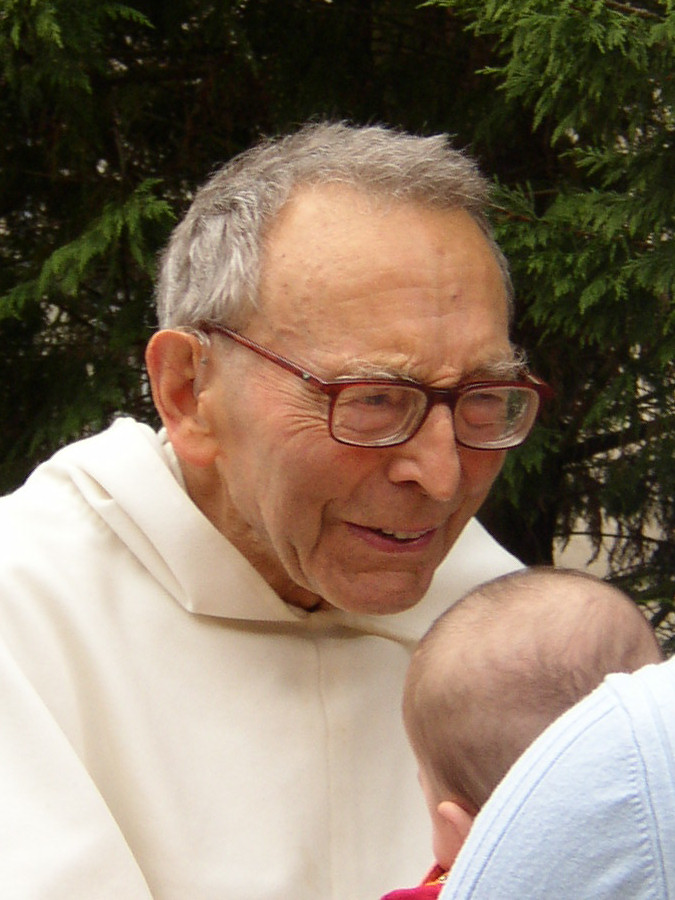
Marie-Dominique Philippe im Alter von 93 Jahren

Marie-Dominique Philippe, mit bürgerlichem Namen Henri Anne Marie Joseph Philippe, (* 8. September 1912 in Cysoing bei Lille, Département Nord; † 26. August 2006 in St. Jodard, Département Loire) war ein französischer Dominikaner, Philosoph, Theologe und 1975 Gründer der Gemeinschaft vom heiligen Johannes (französisch Communauté Saint Jean).
Sein Lebenswerk wurde postum von Vorwürfen geistlichen Missbrauchs und sexueller Übergriffe überschattet, die im Jahr 2013 bekannt, danach untersucht und bestätigt wurden. Die von ihm gegründete Gemeinschaft vom heiligen Johannes bekannte seine Taten öffentlich, distanzierte sich 2019 von ihm und gab eine interdisziplinäre Untersuchung in Auftrag.

## Leben
Philippe war das achte von zwölf Kindern des Notars Henri Philippe und seiner Frau Elisabeth Dehau. In seinem Elternhaus geboren, wurde er noch am gleichen Tag katholisch getauft. Sein Großvater mütterlicherseits war Félix Dehau (1846–1934). Unter dem Einfluss seines Onkels Thomas Dehau (1870–1956), der Regens im französischen Dominikanerorden war, traten Philippe und drei seiner Brüder in diesen Orden ein. Auch sein älterer Bruder Jean Philippe (1905–1993), der bereits 1923 in den Dominikanerorden eingetreten war und den Namen Thomas erhalten hatte, beeinflusste ihn sehr. Sein Bruder Évrard als Réginald und sein Cousin André Bonduelle als André Marie-Madeleine traten 1929 in den gleichen Orden ein.  Es folgten ein weiterer Cousin Jourdain Bonduelle als Félix-Charles 1931 und sein Bruder Pierre 1933. Seine Schwester Cécile Philippe wurde ebenfalls Dominikanerin und Priorin des Klosters in Bouvines.
Philippe besuchte das jesuitische Kollegium Saint-Joseph in Lille, das er 1930 mit dem naturwissenschaftlichen Baccalauréat abschloss. Die Jesuiten hätten ihn gerne in ihren Orden aufgenommen, aber durch den Einfluss von Thomas Dehau wurde er am 11. November 1930 in Amiens als Dominikaner eingekleidet. Er studierte Philosophie von 1931 bis 1934 und Theologie von 1934 bis 1938 an der Ordenshochschule Le Saulchoir im belgischen Kain bei Tournai. Durch Marie-Dominique Chenu, Thomas Deman und seinem Onkel Thomas Dehau wurde er in die Werke von Aristoteles und Thomas von Aquin eingeführt, die fortan sein philosphisches und theologisches Denken prägten. Seine am 2. Juni 1938 angenommene Abschlussarbeit trug den Titel La sagesse selon Aristote (deutsch: Die Weisheit nach Aristoteles).
Bereits am 12. November 1931 legte er in Amiens die zeitliche Profess ab, am 19. März 1935 in Le Saulchoir die ewige Profess. Hier wurde er am 14. Juli 1936 zum Priester geweiht.
Von 1937 bis 1945 war Philippe zuerst Studentenbegleiter, dann Lehrer für Fundamental- und Moraltheologie und Mariologie im Priesterseminar Le Saulchoir, das seit dem 2. September 1939 am neuen Standort Étiolles bei Paris war. Im Zweiten Weltkrieg wurde er nicht sofort in die französische Armee eingezogen, sondern für eine Reformkommission gebraucht und kam im April 1940 ins Camp d’Avord bei Bourges, das später bis nach Toulouse verlegt wurde. Sein Bruder Thomas wurde im Mai 1942 Überwacher und Regens (französisch: visiteur apostolique et régent) von Le Saulchoir. In seiner Doktorarbeit ab 1938 widmete er sich der Geschichte des mittelalterlichen Denkens und nicht der Metaphysik, wie es von ihm eigentlich erwartet wurde. Sie wurde am 17. Juni 1944 unter dem Titel La méthode de la théologie d’après Durand de Saint-Pourçain angenommen.
Von 1945 bis 1950 war er ausserordentlicher Professor für Philosophie und hatte ab 1950 den Lehrstuhl für antike Philosophie und Metaphysik in Freiburg in der Schweiz inne. Zeitgleich begann er mit der Publikation von Fachartikeln über Weisheit und Liebe bei Aristoteles. Von 1951 bis 1962 war er im Winter zudem Professor für Philosophie und Dogmatik in Le Saulchoir, die letzten sechs Jahre unter dem Regens Jérôme Hamer. 
Im Jahr 1963 lud ihn Marthe Robin, die er 1948 erstmals kennengelernt hatte, ein, Exerzitien und Einkehrtage in den von ihr gegründeten „Foyers de Charité“ zu halten. 18 Jahre lang leitete er die Exerzitien für Priester in Châteauneuf-de-Galaure (Département Drôme). Robin hatte zudem einen starken Einfluss auf seine geistliche Einsichten und persönliche Entwicklung. Er predigte oft bei Frauenorden der Dominikanerinnen und Karmelitinnen. Am 23. Oktober 1966 wurde er zum Doktor der Theologie promoviert.
1975 hatten fünf Studenten in Freiburg den Ruf, in einer religiösen Gemeinschaft zusammenzuleben, und baten daher Philippe um spirituelle Unterweisung. Ermuntert von Marthe Robin, entstand daraus die „Communauté Saint Jean“ (deutsch: „Gemeinschaft vom heiligen Johannes“ oder „Johannesgemeinschaft“), die nach dem Lieblingsjünger von Jesus benannt wurde. Philippe als Dominikaner trat der Gemeinschaft nie bei und blieb bis 1982 Professor in Freiburg. Danach unterrichtete er Philosophie und Theologie in den Ausbildungshäusern der Johannesgemeinschaft in Rimont bei Fley (gegründet 1982) und St. Jodard. Die durch ihn geprägte Lebensregel gab der Kontemplation Vorrang gegenüber dem Apostolat und dem Studium. Aber auf dem Lehrplan der Brüder spielte seine Sicht der Klarheit des Geistes basierend auf der aristotelisch-thomistischen Philosophie eine wesentliche Rolle. Er versuchte die Weisheiten der Philosophie, Theologie und der Mystik zusammenzuführen und betonte die grosse Bedeutung von Liebe und Freundschaft für die Spiritualität. Von 1986 bis 2001 war er Generalprior der Johannesgemeinschaft, danach folgte ihm Pater Jean-Pierre-Marie Guérin-Boutard in diesem Amt nach. 2003 gab er das Lehren auf, nachdem der Bischof im Jahr 2000 einen Wechsel angemahnt hatte. Er konnte jedoch seine Autorität als Gründerfigur und geistliche Leitungsperson beibehalten.
Seit einem Gehirnschlag am 20. Juli 2006 war Philippe teilweise gelähmt und konnte nicht mehr sprechen. Bei seinem Tod am 26. August 2006 hatte die Johannesgemeinschaft mehr als 500 Brüder, über 400 Schwestern und einige tausend Laien in ihren Reihen. Er wurde am 2. September 2006 in der Kathedrale Saint-Jean von Lyon beerdigt. Seine Anhänger, die Philippe während seines Lebens verehrt hatten, forderten nach seinem Tod seine Seligsprechung.

## Geistlicher Missbrauch, sexuelle Übergriffe und deren Aufdeckung
Im Februar 1957 wurde Pater Philippe nach Vorwürfen und einer Untersuchung durch das Heilige Offizium verurteilt, weil seine geistliche Begleitung zu marianisch und affektiv gewesen sei. Ihm wurde verboten, die Beichte abzunehmen, Exerzitien zu leiten und Spiritualität zu lehren. Nur wenige Mitglieder der dominikanischen Generalkurie in Rom und der französische Provinzial erfuhren vom dem Urteil. Auf Antrag des Generalsuperiors der Dominikaner wurde er im Juni 1959 von Rom rehabilitiert und erhielt seine vollen priesterlichen Rechte zurück. Er wurde jedoch nicht restlos entlastet und ermahnt, ein wahrhaft priesterliches Leben zu führen.
Der französische Sektenschutzbund (UNADFI) machte bereits seit den 90er Jahren auf den übertriebenen Personenkult um Pater Philippe und sektenähnliche Strukturen der Johannesgemeinschaft aufmerksam. Die verlangte Isolation junger Ordensleute von der Familie führe zu geistlichen, emotionalen und sexuellen Übergriffen im Orden. Die Folgen seien Einsamkeit, Krankheiten wie Depressionen und Suizide.
Im Anschluss an ein Generalkapitel der Johannesgemeinschaft im April 2013 gab der Generalprior, Thomas Joachim, in einem Brief an die Brüder bekannt, dass Philippe nach übereinstimmenden Zeugnissen an „Frauen, die er geistlich begleitete, Handlungen verübt habe, die dem Gelübde der Keuschheit widersprechen“. Diese Vorwürfe wurden am 20. Dezember 2016 durch die Kongregation für die Institute geweihten Lebens und für die Gesellschaften apostolischen Lebens als zutreffend bestätigt.
Die Dokumentation Gottes missbrauchte Dienerinnen des Fernsehsenders Arte France aus dem Jahre 2019 griff diese Vorwürfe auf und beschuldigte Philippe des fortgesetzten sexuellen Missbrauchs von Ordensfrauen. Sie zeigte Zeugenaussagen von zwei seiner Opfer und Mitschnitte einer Messe, in der Bischöfe die Opfer im Namen der Kirche um Entschuldigung baten.
François-Xavier, der Generalobere der Gemeinschaft vom heiligen Johannes, sprach bei einem ersten Generalkapitel 2019 davon, dass „ganz klar die abnormen Seiten unseres Gründers“ zu bekennen seien. Auf dem zweiten Generalkapitel 2019 beschlossen die Brüder vom Heiligen Johannes, „sich in aller Deutlichkeit von ihrem Gründer“ zu distanzieren. Seit der Gründung der Gemeinschaft hatte er ein heimliches Missbrauchssystem eingerichtet, an dem bis zu dreißig Brüder beteiligt waren, welche die Missbräuche deckten und daran teilnahmen. Ein interdisziplinäre Kommission begann, die Vorfälle zu untersuchen.
Im Jahr 2020 veröffentlichte die ehemalige Karmelitin Michèle-France Pesneau ein Buch, worin sie ihren 20-jährigen Missbrauch durch Père Marie-Do, wie er damals genannt wurde, und seinen Bruder Thomas in den Siebziger und Achtziger Jahren beschrieb. Ihre Oberin hatte ihr in einer schwierigen persönlichen Lebenssituation im Kloster geistliche Begleitung verordnet, die sie bei Père Marie-Do erhalten sollte. Dieser nutzte ihre Verletzlichkeit, Not und Abhängigkeit und seine Überlegenheit aus, und verführte sie zunehmend zu erotischen Berührungen und sexuellen Handlungen, die er als mystische Gnade bezeichnete. Anfänglich gab sie ihre Zustimmung dieser geistlichen Autoritätsperson, verstummte jedoch zunehmend und war danach nicht mehr in der Lage, Widerstand gegen diese Übergriffe zu leisten.
Seit dem Jahr 2022 nahm die Gemeinschaft auch von der Lebensregel, die durch Marie-Dominique Philippe eingeführt und geprägt wurde, Abstand. 
Eine im Herbst 2020 von der internationalen Arche-Gemeinschaft eingesetzte unabhängige Expertenkommission von Fachleuten aus Geschichte, Psychiatrie, Psychoanalyse, Soziologie und Theologie analysierte die Briefe von Jean Vanier, studierte kirchliche Akten und führte 119 Interviews mit 89 Personen aus dessen Umfeld. Sie wollte die Ursachen, den Kontext, die Mechanismen, das Netzwerk und den Umfang dieser zumeist verjährten Missbrauchsfälle besser verstehen, um die Betroffenen zu würdigen, eine weitergehende Aufarbeitung voranzutreiben und Schutzempfehlungen für die Zukunft vorschlagen zu können. Im Januar 2023 wurde ein ausführlicher, 900-seitiger Bericht dieser Kommission publiziert, der den geistlichen Missbrauch und die sexuellen Übergriffe des Arche-Gründers darlegte. Er wurde durch Thomas Philippe in diese mystisch-sexuelle Praxis eingeführt, aber auch Marie-Dominique Philippe hatte Mitwissen und Anteil an der geistlichen Manipulation und sexuellen Ausbeutung junger Ordensfrauen.
Im Juni 2023 wurde zudem ein ausführlicher Bericht über den Missbrauch in der Kongregation veröffentlicht, der die Vorgänge aus historischer, theologischer und psychologisch-systemischer Sicht aufarbeitete. Darin wurde festgehalten, dass die einflussreiche Familie Philippe, aus der Marie-Dominique stammte, mit Onkel Thomas Dehau, Bruder Thomas, Schwester Cécile Philippe und weiteren Personen ein heimliches Netzwerk des Missbrauchs gebildet hatte. Seit 1975 waren insgesamt 72 Brüder der Johannes-Gemeinschaft Täter und mindestens 167 Menschen, zumeist Frauen, missbraucht worden. Die Übergriffe fanden in der Regel im Rahmen einer geistlichen Begleitung statt, wo ein starkes Machtgefälle zwischen Begleiter und der begleitenden Person herrschte. Zudem wurden geistlich bekannte Begriffe wie Freundschaft, Liebe, Barmherzigkeit und Vereinigung mit Gott von Begleitern umgedeutet und sollten die Übergriffe rechtfertigen helfen. Die Frauen wurden jedoch entwürdigt und einer echten Beziehung zu Gott beraubt.

## Schriften (französisch)

### Philosophie
- L’être. Essai de philosophie première. 2 Bände, Téqui, Paris 1972–1974.
- Une philosophie de l’être est-elle encore possible? 5 Bände, Téqui, Paris 1975.
- De l’être à Dieu. De la philosophie première à la sagesse. Téqui, Paris 1977, ISBN 2-85244-281-7.
- Introduction à la philosophie d’Aristote. Éditions universitaires, Paris, 1991, ISBN 2-7113-0455-8.
- Philosophie de l’art, 2 Bände, Éditions universitaires, Paris 1991, ISBN 2-7113-0449-3 und 1994, ISBN 2-7113-0518-X.
- Lettre à un ami. Itinéraire philosophique, Éditions universitaires, Paris, 1992, ISBN 2-7113-0411-6.
- Le manteau du mathématicien, Entretiens avec Jacques Vauthier, Mame Éditions universitaires, Paris 1993, ISBN 2-7113-0511-2.
- De l’amour, Mame, Paris 1993, ISBN 2-7289-0767-6.
- Retour à la source. Tome I. Pour une philosophie sapientiale, Fayard, Paris 2005, ISBN 2-213-62146-2.
- Retour à la source, Tome II. De la science à la sagesse. Itinéraire inachevé , Fayard, Paris 2009.

### Theologie
- Le mystère de l’amitié divine, Luff-Egloff, Paris 1949.
- Un seul Dieu tu adoreras, Arthème-Fayard, Paris 1958.
- Mystère du Corps Mystique du Christ, La Colombe, Paris, 1960.
- Analyse théologique de la Règle de saint Benoît, La Colombe, Paris 1961.
- La Symbolique de la messe, La Colombe, Paris 1961.
- Le mystère de l’Église. Verse et controverse, Beauchesne, Paris 1961.
- L’étoile du matin. Entretiens sur la Vierge Marie, Le Sarment-Fayard, Paris 1989.
- L'enfer est à vos portes, Felix Guibert, 1991.
- Saint Thomas docteur, témoin de Jésus, Saint Paul, Fribourg-Paris 1992, ISBN 2-85049-501-8.
- mit Frédéric Lenoir: Les trois sagesses, Fayard, Paris 1994, ISBN 2-213-59252-7.
- Suivre l’Agneau. Retraite sur l’Évangile de saint Jean prêchée à des jeunes, Éditions Saint Paul, Versailles 1995, ISBN 2-85049-637-5.
- J’ai soif. Entretiens sur la sagesse de la Croix, Éditions Saint Paul, Versailles 1996, ISBN 2-85049-680-4.
- Le mystère du Christ crucifié et glorifié, Fayard, Paris 1996, ISBN 2-213-59774-X.
- L’acte d’offrande. Retraite avec la Petite Thérèse, Saint-Paul, Versailles 1997, ISBN 2-85049-727-4.
- Le secret du Père. Saint-Paul, Versailles 1997, ISBN 2-85049-851-3.
- Le mystère de Joseph, Saint-Paul, Versailles 1997, ISBN 2-85049-699-5.
- A l'aube du dernier jour. Testament spirituel, Presses de la Renaissance, 1997.
- Mystère de Marie. Croissance de la vie chrétienne, Neuauflage bei Aletheia, Fayard Paris, 1999, ISBN 2-213-60352-9.
- Suivre l’Agneau partout où il va, Éditions Saint Paul, Versailles 1999, ISBN 2-85049-781-9.
- Mystères de miséricorde. Neuauflage bei Parole et Silence, Saint Maur 2000, ISBN 2-84573-045-4.
- «Je suis venu jeter un feu sur la terre». Entretiens sur les Béatitudes. Mame/Hommes de Parole, Paris-Genève 2001, ISBN 2-7289-0993-8.
- Un feu sur la terre, Mame, Paris 2003.
- Suivre l’Agneau. Lumière du monde. Médiaspaul, Paris 2005, ISBN 2-7122-0929-X.
- mit  Michel-Marie Zanotti-Sorkine: A l’âge de la lumière. Dialogues avec la pensée des hommes, Ad Solem, Genève 2006, ISBN 2-88482-056-6.

### Sonstige
- Liberté – Vérité – Amour, Aletheia, Fayard, Paris 1998, ISBN 2-213-60196-8.
- Au cœur de l’amour. Entretien sur l’amour, le mariage et la famille, Le Sarment-Fayard, Paris 1987, ISBN 2-213-02009-4.

## Schriften (deutsch übersetzt)
- Aristoteles, Francke, Bern 1948.
- Gott allein. Anbetung und Opfer, Pattloch, Aschaffenburg 1959.
- Einheit in Christus. Das Geheimnis des mystischen Leibes, F. Schöningh, München-Paderborn-Wien 1965.
- Marie-Dominique Philippe, Denis Borel, Johannes Lechner: Johannes der Theologe, Salterrae, Maria Roggendorf 2004, ISBN 3-901297-13-8.